# Anton Lang (Politiker, 1860)
Anton Lang (*  20. Mai 1860 in Oberdeggenbach, Bezirksamt Mallersdorf; † 3. Februar 1931 in Regensburg) war deutscher Landwirt und von 1899 bis 1918 Abgeordneter der deutschen Zentrumspartei in der Abgeordnetenkammer der bayerischen Ständeversammlung.

## Mandate
Lang, wohnhaft in Piesenkofen, Gemeinde Obertraubling, Bezirksamt Stad, war Landwirt und nahm das Mandat eines Beigeordneten wahr. Zunächst vertrat er in der Abgeordnetenkammer in der 19. Wahlperiode (1905–1907) im 34. Landtag den oberpfälzischen Wahlkreis Stadtamhof, in der 20. und 21. Wahlperiode (1907–1911 bzw. 1912–1918) im 35. und 36. Landtag (1907–1912 bzw. 1912–1918) den Wahlkreis Regensburg II.
Im Laufe der Zeit hat er in verschiedenen Ausschüssen mitgewirkt.
- 18. Wahlperiode (1899–1904), 33. Landtag (1899–1904), jeweils als Mitglied
  - Ausschuss zur Beratung der Gesetzentwürfe, betr. a) die Abänderung einiger Bestimmungen des Gesetzes über die Landeskultur-Rentenanstalt, b) die Abmarkung der Grundstücke (18. Oktober 1899)
  - Ausschuss zur Beratung der Gesetzentwürfe a) die Änderung der Gesetze über die allgemeine Grund- und Haussteuer, b) die Steuernachlässe (11. Oktober 1901)
- 19. Wahlperiode (1905–1907), 34. Landtag (1905–1907) als Mitglied
  - Ausschuss zur Beratung der Anträge der Abg. Segitz und Genossen, dann Schwarz und Genossen, Arbeiterschutzbestimmungen bei Staatsbetrieben betr. (30. November 1905)
- 20. Wahlperiode (1907–1912), 35. Landtag (1907–1911), jeweils als Mitglied
  - Ausschuss zur Beratung der Anträge der Abg. Hilpert und Genossen, Ablösung der Bodenzinse betr. und Eisenmann, die Grundentlastung betr. (25. Januar 1908)
  - III. Ausschuss für Petitionen (15. März 1910)
  - Ausschuss zur Beratung der Anträge Arbeiterverhältnisse betr. (31. Oktober 1907)
  - Ausschuss zur Beratung des Antrages der Abg. Dr. Casselmann und Genossen, Dr. Jäger (Dillingen), Dr. Pichler und Genossen, die Verbesserung der wirtschaftlichen Verhältnisse im Königreiche Bayern betr. (25. April 1910)
  - Ausschuss zur Beratung des Antrages des Abg. Ohligmacher und Genossen, Abänderung des Heimatgesetzes und des Armengesetzes betr. (14. November 1907)
  - Ausschuss zur Beratung des Entwurfes eines Beamtengesetzes sowie des Entwurfes einer Gehaltsordnung (5. März 1908)
  - Ausschuss zur Beratung des Entwurfs eines Gesetzes Änderungen des Gesetzes über das Gebührenwesen betr. (16. Oktober 1909)
- 21. Wahlperiode (1912–1918), 36. Landtag (1912–1918), jeweils als Mitglied
  - Ausschuss zur Beratung des Entwurfs einer Kirchengemeindeordnung (23. August 1912)
  - Ausschuss zur Beratung des Entwurfs eines Armengesetzes (4. Juli 1914)
  - Ausschuss zur Beratung des Entwurfes eines Gesetzes über die Änderung des Polizeistrafgesetzbuchs (8. Juli 1914)
  - Ausschuss zur Beratung der Anträge, die Verbesserung der wirtschaftlichen Verhältnisse im Königreiche Bayern betr. (21. Januar 1914)
  - V. Ausschuss für die weitere Vorprüfung beanstandeter Wahlen (30. Juli 1912)